# 1948

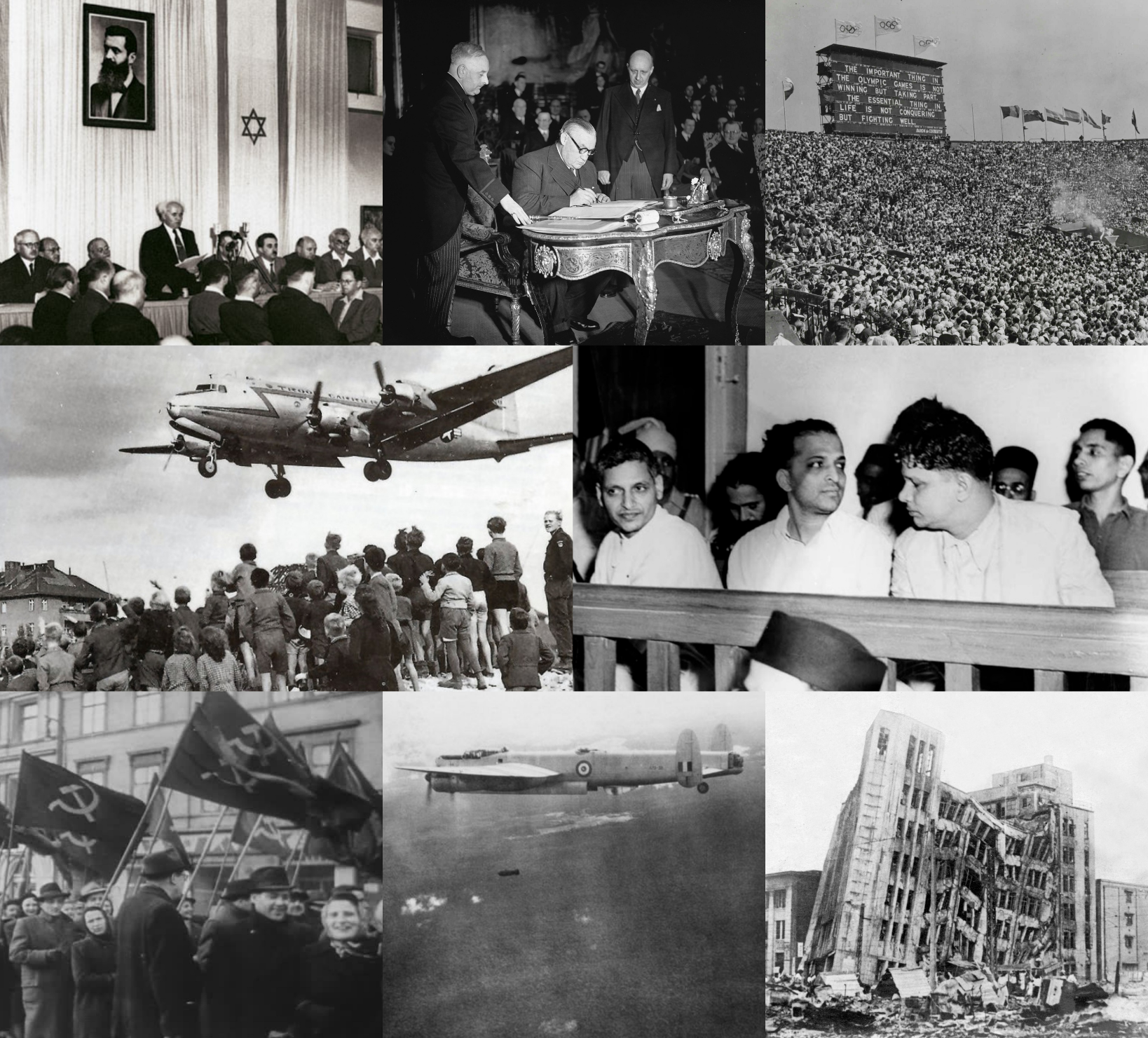

1948 (MCMXLVIII) là một năm nhuận bắt đầu vào Thứ năm của lịch Gregory, năm thứ 1948 của Công nguyên hay của Anno Domini, the năm thứ 948  của thiên niên kỷ 2, năm thứ 48  của thế kỷ 20, và năm thứ  9   của thập niên 1940. 

## Sự kiện

### Tháng 1
- 1 tháng 1: 
  - Trung Hoa Quốc Dân đảngthành lập cách mạng ủy viên hội.
  - Thông qua hiệp ước chung về thuế quan và mậu dịch
- 4 tháng 1: Miến Điện tuyên bố độc lập.
- 30 tháng 1: Lãnh tụ đảng Quốc Đại Ấn Độ Mahatma Gandhi bị ám sát

### Tháng 2
- 4 tháng 2: Sri Lanka giành độc lập.
- 25 tháng 2: Đảng cộng sản lên nắm quyền ở Tiệp Khắc

### Tháng 3
- 10 tháng 3: Ngoại trưởng Tiệp Khắc Jan Masaryk được báo cáo là đã tự sát.
- 12 tháng 3: Nội chiến Costa Rica bùng nổ.
- 23 tháng 3: Mao Trạch Đông hạ lệnh giải phóng quân vượt Hoàng Hà tiến quân xuống Hoa Nam và Hoa Tây

### Tháng 4
- 3 tháng 4: Hoa Kỳ triển khai kế hoạch Marshall.
- 7 tháng 4: Thành lập tổ chức y tế thế giới (WHO)

### Tháng 5
- 10 tháng 5: Hàn Quốc tổ chức bầu cử quốc hội
- 14 tháng 5: Israel thành lập quốc gia.
- 15 tháng 5: Mở đầu chiến tranh Trung Đông lần thứ 1.
- 18 tháng 5: Tại Nam Kinh, khai mạc tối cao pháp viện.
- 20 tháng 5: Tại Nam Kinh, Tưởng Giới Thạch chính thức nhận chức tổng thống Trung Hoa Dân Quốc lần thứ nhất.
- 23 tháng 5: Mở đầu cuộc bao vây Trường Xuân.
- 25 tháng 5: Quân đội Đảng Cộng sản Trung Quốc giải phóng Long Hóa.

### Tháng 6
- 11 tháng 6: Chủ tịch Hồ Chí Minh đưa ra lời kêu gọi thi đua ái quốc
- 18 tháng 6: Tại Malaysia xảy cuộc nổi dậy chống thực dân Anh
- 23 tháng 6: Quân đội Liên Xô tại Đông Đức bắt đầu rút bớt quân.
- 24 tháng 6: Mở đầu Cuộc phong tỏa Berlin
- 28 tháng 6: Hoa Kỳ mở cầu không vận tiếp tế Berlin

### Tháng 7
- 17 tháng 7: Hiến pháp Hàn Quốc bắt đầu có hiệu lực

### Tháng 8
- 15 tháng 8: nước Đại Hàn Dân Quốc thành lập.
- 19 tháng 8: Chính phủ Trung Hoa Dân Quốc phát hành kim ngân khoán

### Tháng 9
- 9 tháng 9: nước Cộng hòa dân chủ nhân dân Triều Tiên thành lập.
- 12 tháng 9: mở đầu chiến dịch Liêu Thẩm.
- 16 tháng 9: Mở đầu chiến dịch Tế Nam.
- 24 tháng 9: Kết thúc chiến dịch giải phóng Tế Nam.
- 4 tháng 9: Nữ vương Wilhelmina của Hà Lan thoái vị nhường ngôi cho con gái là Nữ vương Juliana của Hà Lan

### Tháng 10
- 5 tháng 10: Mở đầu chiến dịch Thái Nguyên.
- 10 tháng 10: Mở đầu chiến dịch Tháp Sơn tại Liêu Ninh
- 15 tháng 10: Quân giải phóng Trung Quốc giải phóng Cẩm Châu.
- 19 tháng 10: Quân giải phóng Trung Quốc giải phóng Trường Xuân.
- 21 tháng 10: Bắt đầu chiến dịch Liêu Tây
- 22 tháng 10: Quân giải phóng Trung Quốc giải phóng Trịnh Châu
- 24 tháng 10: Quân giải phóng Trung Quốc giải phóng Khai Phong
- 28 tháng 10: Kết thúc chiến dịch Liêu Tây

### Tháng 11
- 2 tháng 11: 
  - Quân giải phóng Trung Quốc giải phóng Thẩm Dương, kết thúc chiến dịch Liêu Thẩm.
  - Harry Truman đắc cử tổng thống Hoa Kỳ
- 6 tháng 11: Mở đầu chiến dịch Hoài Hải.
- 20 tháng 11: Nhân viên lãnh sự quán Mỹ tại Thẩm Dương bị cộng sản Trung Quốc bắt làm con tin.
- 22 tháng 11: Quân giải phóng Trung Quốc giải phóng Bảo Định

### Tháng 12
- 1 tháng 12: Ngân hàng Trung ương Trung Quốc thành lập và phát hành đồng nhân dân tệ
- 5 tháng 12: mở đầu chiến dịch Bình Tân.
- 10 tháng 12: Tuyên ngôn Quốc tế Nhân quyền của Liên Hợp Quốc
- 12 tháng 12: Liên hợp quốc công nhận Hàn Quốc là đại diện hợp pháp duy nhất của Triêu Tiên
- 15 tháng 12: Quân giải phóng Trung Quốc giải phóng Từ Châu.
- 24 tháng 12: Quân giải phóng Trung Quốc giải phóng Trương Gia Khẩu

## Sinh

### Tháng 1
- 14 tháng 1: Nguyễn Đức Mậu, nhà thơ, nhà văn Việt Nam

### Tháng 2
- 5 tháng 2: Sven-Göran Eriksson, cầu thủ, huấn luyện viên bóng đá người Thụy Điển (m. 2024)
- 20 tháng 2: Lê Công Phụng, Đại sứ Đặc mệnh toàn quyền Việt Nam tại Hoa Kỳ, nguyên Thứ trưởng Thường trực Bộ Ngoại giao Việt Nam.

### Tháng 3
- 11 tháng 3: Franz Lambert, nhà soạn nhạc, nghệ sĩ organ người Đức.
- 26 tháng 3: Steven Tyler, ca sĩ nhạc Rock người Mỹ

### Tháng 5
- 20 tháng 5: Lệ Thủy, nghệ sĩ cải lương người Việt Nam
- 31 tháng 5: Marília Gabriela, nữ nhà báo, diễn viên, ca sĩ người Brasil

### Tháng 7
- 21 tháng 7: Cat Stevens (Steven Demetre Georgiou), ca sĩ kiêm nhạc sĩ người Anh

### Tháng 9
- 26 tháng 9: Olivia Newton-John, nữ ca sĩ, diễn viên Anh-Australia-Mỹ (m. 2022)

### Tháng 11
- 27 tháng 11: Bạch Mai, nghệ sĩ cải lương, soạn giả người Việt Nam (m. 2021)

### Tháng 12
- 24 tháng 12: Y Phương, nhà văn Việt Nam. (m. 2022)

### Không rõ ngày, tháng
- Tống Thành Đại, đảng viên Đảng Cộng sản Việt Nam, nguyên Phó tổng giám đốc Tổng công ty Viễn thông Quân đội (nay là Tập đoàn Công nghiệp-Viễn thông Quân đội) (m. 2024)[1]

## Mất

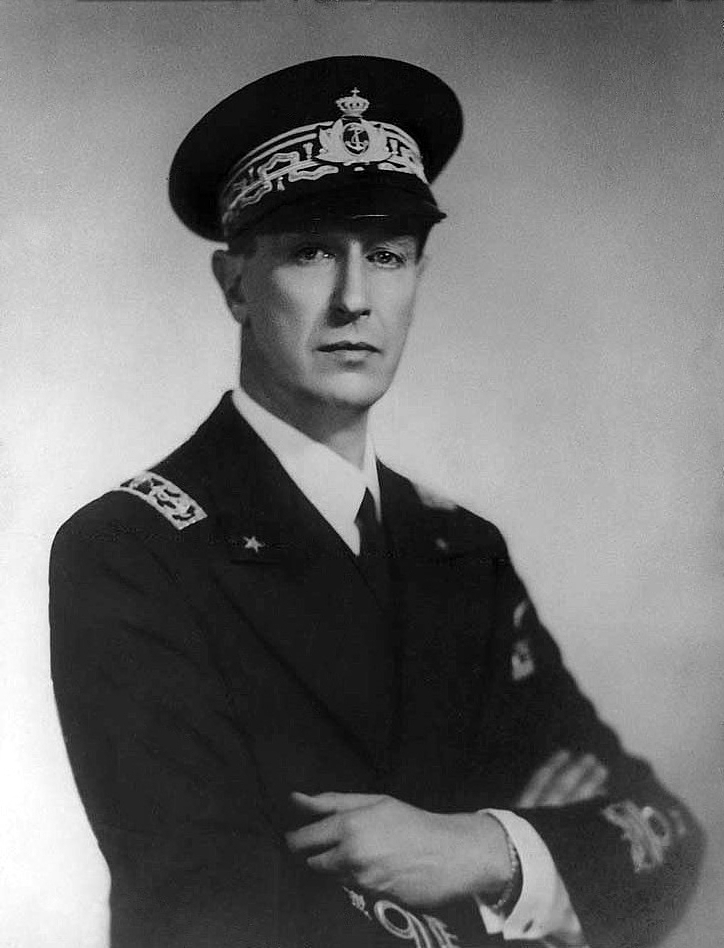
King Aimone di Savoia-Aosta (1900-1948)

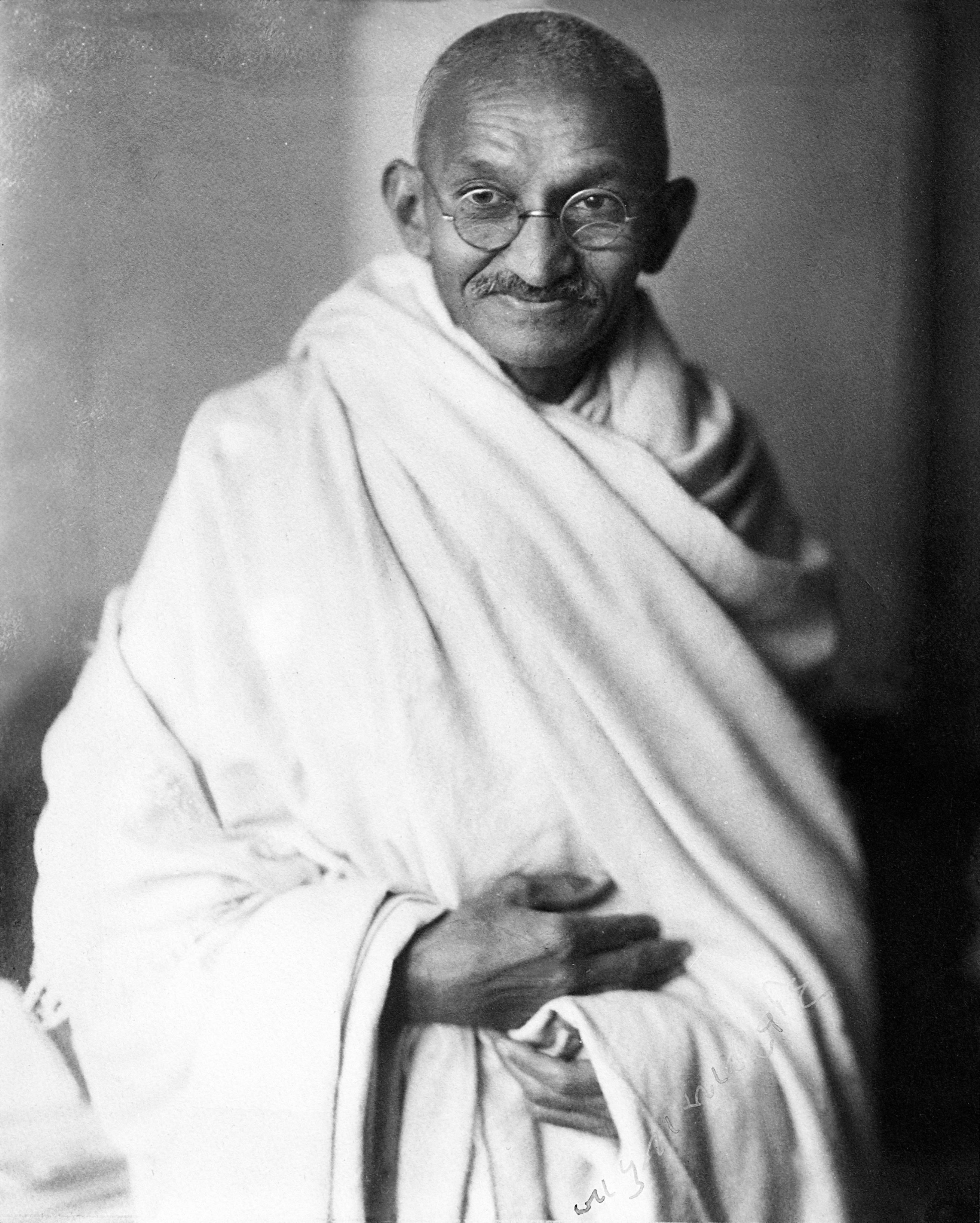
Mahatma Gandhi

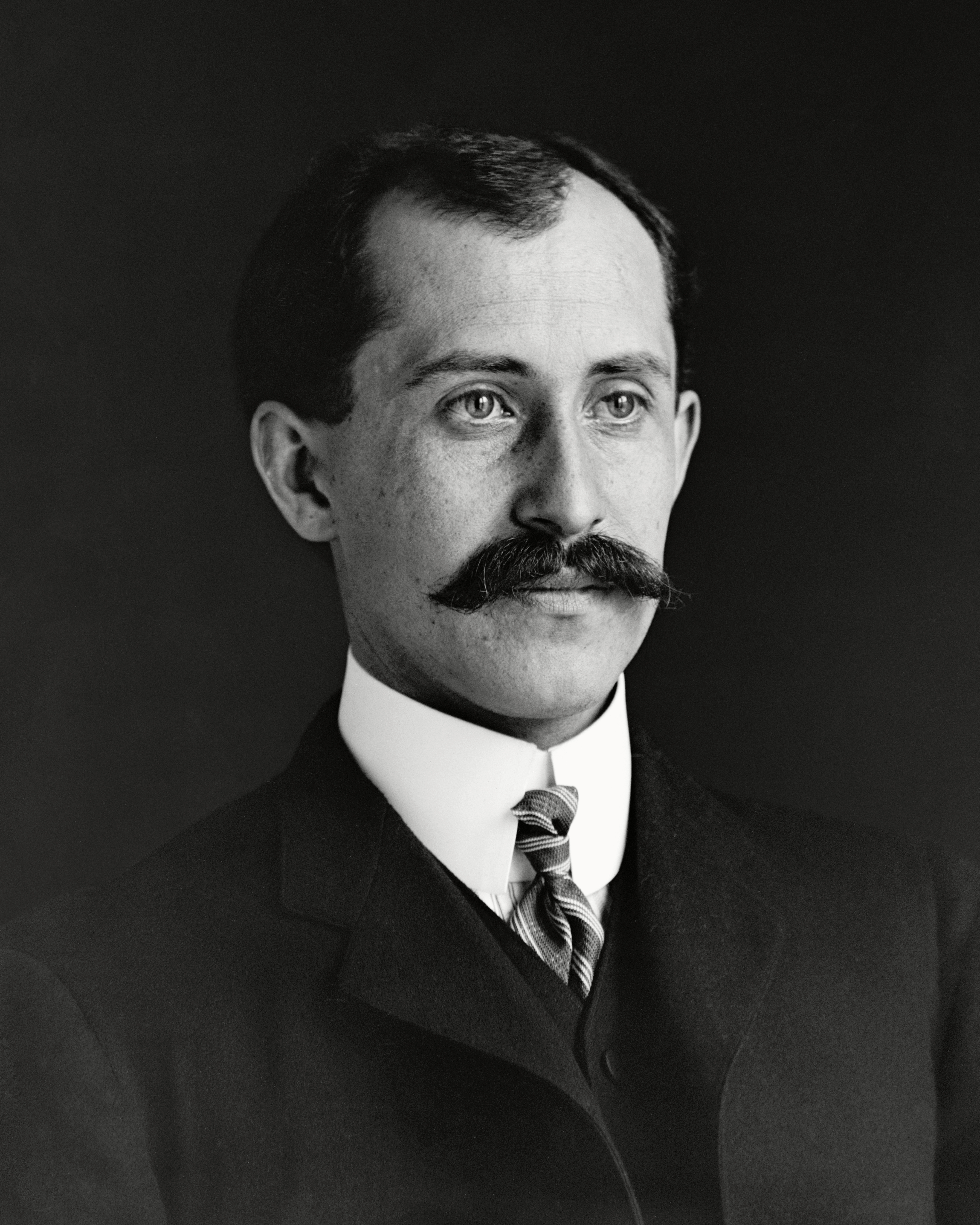
Orville Wright

- 1 tháng 1; Edna May, nữ diễn viên người Mỹ (b. 1878)
- 2 tháng 1; Vicente Huidobro, nhà thơ Chile (b. 1893)
- 4 tháng 1: Anna Kallina, nữ diễn viên người Áo (b. 1874)
- 5 tháng 1: Mary Dimmick Harrison, vợ của Tổng thống Benjamin Harrison (b. 1858)
- 7 tháng 1:
  - Charles C. Wilson, diễn viên người Mỹ (b. 1894)
  - Maria de Maeztu Whitney, nhà giáo dục Tây Ban Nha, nhà nữ quyền (b. 1882)
- 8 tháng 1:
  - Charles Magnusson, nhà sản xuất, nhà biên kịch người Thụy Điển (b. 1878)
  - Kurt Schwitters, nghệ sĩ người Đức (b. 1887)
  - Edward Stanley Kellogg, thứ 16 Thống đốc Samoa thuộc Mỹ (b. 1870)
- 12 tháng 1: Herbert Allen Farmer, tội phạm người Mỹ (b. 1891)
- 19 tháng 1:Tony Garnier, kiến trúc sư người Pháp (b. 1869)
- 21 tháng 1:
  - Eliza Moore, người cuối cùng sinh ra trong chế độ nô lệ ở Hoa Kỳ (b. 1843)
  - Naomasa Sakonju, đô đốc và tội phạm chiến tranh Nhật Bản (bị xử tử) (b. 1890)
  - Ermanno Wolf-Ferrari, nhà soạn nhạc người Ý (b. 1876)
- 24 tháng 1
  - Bill Cody, diễn viên người Mỹ (b. 1891)
  - Maria Mandl, lính canh trại tập trung người Áo và tội phạm chiến tranh (bị hành quyết) (b. 1912)
- 26 tháng 1: Georg Bruchmüller, sĩ quan pháo binh Đức (b. 1863)
- 28 tháng 1:
  - Therese Brandl, lính canh trại tập trung Đức và tội phạm chiến tranh (bị hành quyết) (b. 1902)
  - Anna Maria Gove, bác sĩ người Mỹ (b. 1867)
- 29 tháng 1: Vua Tomislav II of Croatia (s. 1900)
- 30 tháng 1: 
  - Anh em nhà Wright, Người đồng sáng chế máy bay người Mỹ (s. 1871)
  - Mahātmā Gāndhī, Anh hùng dân tộc Ấn Độ, lãnh đạo Đảng Quốc đại. (s. 1869)

## Giải Nobel
- Vật lý - Patrick Maynard Stuart Blackett
- Hóa học - Arne Wilhelm Kaurin Tiselius
- Y học - Paul Hermann Müller
- Văn học - T. S. Eliot
- Hòa bình - không có giải